# Relações entre Cazaquistão e China
As relações entre Cazaquistão e China são as relações internacionais exercidas entre a República do Cazaquistão e a República Popular da China, que assumiram um papel estratégico importante com a expansão da cooperação comercial e estratégica entre as duas nações.

## História
A República Popular da China e o Cazaquistão estabeleceram relações diplomáticas em 3 de janeiro de 1992 após a dissolução da União Soviética. As duas nações assinaram seu primeiro acordo de fronteira em abril de 1994, um acordo suplementar em setembro de 1997 e seu segundo acordo de fronteira suplementar em julho de 1998 para marcar seus 1.700 quilômetros (1.100 milhas) de fronteira compartilhada. Em 1993, o presidente do Cazaquistão, Nursultan Nazarbayev, fez uma visita oficial a Pequim, a convite do então presidente chinês Jiang Zemin. Desde então, os líderes da China e do Cazaquistão frequentemente trocaram visitas oficiais de alto nível. Em 1996, ambas as nações tornaram-se co-fundadoras da Organização de Cooperação de Xangai.

## Desenvolvimento das relações bilaterais
A China e o Cazaquistão promoveram uma rápida expansão do comércio e da parceria em relação ao desenvolvimento econômico, especialmente no aproveitamento do petróleo, gás natural, minerais e outros recursos energéticos importantes do Cazaquistão. Devido à rápida expansão das necessidades energéticas domésticas, a China tem procurado obter um papel de liderança ao cultivar e desenvolver as indústrias de energia no Cazaquistão. Juntamente com a operação de quatro campos de petróleo menores, a China National Petroleum Corporation em 2005 comprou a Petrokazakhstan, que foi a maior empresa petrolífera independente da antiga União Soviética, por $ 4.18 bilhões e gastou mais $ 700 milhões em um oleoduto que levará o petróleo para a fronteira chinesa. A Petrokazakhstan foi a maior compra estrangeira por uma companhia chinesa.
Em 2009, a China emprestou $ 10 bilhões ao Cazaquistão e ganhou uma participação no MangistauMunaiGas.
Em 16 de outubro de 2013, o Majilis do Cazaquistão e o Comitê Permanente do Congresso Nacional do Povo da China assinaram um memorando de entendimento. O acordo é a mais importante legislação assinada entre as duas nações que reforçam as relações bilaterais. A legislação ajuda ambos os parlamentos a reunirem-se para discutir questões bilaterais entre si.

## Cooperação estratégica
Com o objetivo de fortalecer a parceria regional sobre segurança regional, desenvolvimento econômico e combate ao terrorismo e ao tráfico de drogas entre as nações da Ásia Central, o Cazaquistão e a China se tornaram co-fundadores da Organização de Cooperação de Xangai. No desenvolvimento de laços com a China, o Cazaquistão pretende equilibrar a influência geopolítica e econômica de seu vizinho do norte, a Rússia. No entanto, existem potenciais conflitos em torno dos laços culturais da China entre o povo cazaque e os uigures da província chinesa de Xinjiang, o que poderia influenciar um movimento separatista uigur. A China também visa impedir o crescimento da influência dos Estados Unidos na região e o possível estabelecimento de bases aéreas estadunidenses no Cazaquistão. Em 1997, ambas as nações assinaram um acordo para reduzir a presença de forças militares ao longo da fronteira comum, juntamente com o Quirguistão e Tajiquistão .